# سانت هنري (أوهايو)
سانت هنري (بالإنجليزية: St. Henry, Ohio)‏ هي منطقة سكنية تقع في الولايات المتحدة في مقاطعة مرسر، أوهايو. يقدر عدد سكانها بـ 2,427 نسمة ومساحتها 4.27 كم2 وترتفع عن سطح البحر 296 متر.

## التركيبة السكانية
قام مكتب تعداد الولايات المتحدة بتحديد بيانات التركيبة السكانية لسانت هنري في تعداد الولايات المتحدة. في ما يلي، التركيبة السكانية حسب تعدادي 2000 و2010.

### تعداد عام 2000
بلغ عدد سكان سانت هيلين 10,019 نسمة بحسب تعداد عام 2000، وبلغ عدد الأسر 3,722 أسرة وعدد العائلات 2,579 عائلة مقيمة في المدينة. في حين سجلت الكثافة السكانية 2,305.6 نسمة لكل ميل مربع (890.2/كم2). وبلغ عدد الوحدات السكنية 4,032 وحدة بمتوسط كثافة قدره 927.8 نسمة لكل ميل مربع (358.2/كم2).
وتوزع التركيب العرقي للمدينة بنسبة 92.74% من البيض و 1.68% من الأمريكيين الأصليين و 0.63% من الأمريكيين ذوي الأصول الآسيوية و 0.15% من سكان جزر المحيط الهادئ و 0.34% من الأمريكيين الأفارقة و 1.35% من الأعراق الأخرى و 3.11% من عرقين مختلطين أو أكثر. فيما شكل الهسبانيون أو اللاتينيون من أي عرق نسبة 4.05% من السكان.
بلغ عدد الأسر 3,722 أسرة كانت نسبة 39.3% منها لديها أطفال تحت سن الثامنة عشر تعيش معهم، وبلغت نسبة الأزواج القاطنين مع بعضهم البعض 51.5% من أصل المجموع الكلي للأسر، ونسبة 12.6% من الأسر كان لديها معيلات من الإناث دون وجود شريك، وكانت نسبة 30.7% من غير العائلات. تألفت نسبة 24.2% من أصل جميع الأسر من أفراد ونسبة 7.9% كانوا يعيش معهم شخص وحيد يبلغ من العمر 65 عاماً فما فوق. وبلغ متوسط حجم الأسرة المعيشية 3.12، أما متوسط حجم العائلات فبلغ 2.65.
بلغ العمر الوسطي للسكان 32 عاماً. وكانت نسبة 30.2% من القاطنين تحت سن الثامنة عشر، وكانت نسبة 9.0% بين الثامنة عشر والأربعة وعشرون عاماً، ونسبة 31.7% كانت واقعةً في الفئة العمرية ما بين الخامسة والعشرون حتى والأربعة وأربعون عاماً، ونسبة 19.6% كانت ما بين الخامسة والأربعون حتى الرابعة والستون، ونسبة 9.6% كانت ضمن فئة الخامسة والستون عاماً فما فوق. يوجد لكل 100 أنثى 98.9 ذكر، ويوجد لكل 100 أنثى في الثامنة عشر من عمرها فما فوق 96.2 ذكر.
بلغ متوسط دخل الأسرة في المدينة 40,648 دولار، أما متوسط دخل العائلة فبلغ 45,548 دولار. وكان متوسط دخل الذكور 39,375 دولار مقابل 26,725 دولار للإناث. وسجل دخل الفرد الخاص بالمدينة 17,237 دولار. وكانت نسبة 8.7% من العائلات ونسبة 11.9% من السكان تحت خط الفقر، وكان من هؤلاء نسبة 16.5% تحت سن الثامنة عشر ونسبة 4.6% في الخامسة والستين من العمر وما فوق.

### تعداد عام 2010
بلغ عدد سكان سانت هنري 2,427 نسمة بحسب تعداد عام 2010، وبلغ عدد الأسر 862 أسرة وعدد العائلات 646 عائلة مقيمة في القرية. في حين سجلت الكثافة السكانية 1,516.9 نسمة لكل ميل مربع (585.7/كم2). وبلغ عدد الوحدات السكنية 892 وحدة بمتوسط كثافة قدره 557.5 لكل ميل مربع (215.3/كم2).
وتوزع التركيب العرقي للقرية بنسبة 99.1% من البيض و 0.1% من الأمريكيين الأفارقة و 0.2% من عرقين مختلطين أو أكثر.
بلغ عدد الأسر 862 أسرة كانت نسبة 36.5% منها لديها أطفال تحت سن الثامنة عشر تعيش معهم، وبلغت نسبة الأزواج القاطنين مع بعضهم البعض 67.3% من أصل المجموع الكلي للأسر، ونسبة 5.2% من الأسر كان لديها معيلات من الإناث دون وجود شريك، بينما كانت نسبة 2.4% من الأسر لديها معيلون من الذكور دون وجود شريكة وكانت نسبة 25.1% من غير العائلات. تألفت نسبة 22.4% من أصل جميع الأسر من أفراد ونسبة 12.6% كانوا يعيش معهم شخص وحيد يبلغ من العمر 65 عاماً فما فوق. وبلغ متوسط حجم الأسرة المعيشية 3.33، أما متوسط حجم العائلات فبلغ 2.79.
بلغ العمر الوسطي للسكان 35.2 عاماً. وكانت نسبة 29.5% من القاطنين تحت سن الثامنة عشر، وكانت نسبة 8.3% بين الثامنة عشر والأربعة وعشرون عاماً، ونسبة 22.6% كانت واقعةً في الفئة العمرية ما بين الخامسة والعشرون حتى والأربعة وأربعون عاماً، ونسبة 23.8% كانت ما بين الخامسة والأربعون حتى الرابعة والستون، ونسبة 15.7% كانت ضمن فئة الخامسة والستون عاماً فما فوق. وتوزع التركيب الجنسي للسكان بنسبة 50.0% ذكور و50.0% إناث.